# Meunasah Teungoh Lb
Meunasah Teungoh Lb is een bestuurslaag in het regentschap Aceh Utara van de provincie Atjeh, Indonesië. Meunasah Teungoh Lb telt 595 inwoners (volkstelling 2010).